# Grégoire Palamas
Pour les articles homonymes, voir Saint Grégoire.
Grégoire Palamas (1296 - 1359), saint de l'Église orthodoxe, a développé dans sa pensée un adage des Pères, selon lequel Dieu s'est fait homme, pour que l'homme devienne Dieu. Il résume une longue tradition à ce sujet, à laquelle il se veut fidèle et qui touche à une question fondamentale du christianisme, celle du salut ou de la déification de l'homme. La synthèse de Grégoire Palamas est l'une des plus remarquables à ce sujet.

## La vie et l’œuvre
La vie de Grégoire Palamas  nous est connue par ses écrits, mais aussi par l’Éloge de Palamas composé peu de temps après sa mort par son disciple et ami Philothée Kokkinos, qui fut patriarche de Constantinople.

### Son enfance et le début de sa vocation
Grégoire Palamas est né à Constantinople en 1296. Ses parents étaient des nobles d’Asie mineure qui, en raison de l’invasion des Turcs, se réfugièrent à Constantinople. Son père, Constantin Palamas, était sénateur et faisait partie de l’entourage de l’empereur Andronic II Paléologue. Il mourut peu de temps après la naissance de Grégoire. L’Empereur prit alors en charge son éducation et ses études classiques à l’université impériale jusqu’à l’âge de vingt ans environ. Grégoire choisit, probablement avant le terme du cycle de ses études qui le destinait au service de l’État, de devenir moine et de renoncer alors aux sciences helléniques. Le jeune homme avait été préparé à sa vocation monastique par la piété familiale. Ses parents connaissaient la prière du cœur, ils fréquentaient les moines athonites et leur avaient confié l’éducation spirituelle de leurs enfants. C’est ainsi que Grégoire bénéficia de la paternité spirituelle d’un maître réputé de la prière du cœur, Théolepte de Philadelphie.

### Son départ au Mont Athos
C’est peut-être sous son conseil que Palamas se retira, vers 1316, au  Mont Athos. Il y fut suivi par ses deux frères. Quant à sa mère et ses deux sœurs, elles menèrent aussi une vie monastique, mais à Constantinople. Au Mont Athos, Grégoire devint durant trois ans le disciple de Nicodème, un moine  hésychaste qui l’initia à la vie d’ermite. Après le décès de ce dernier, Palamas décida de rejoindre la communauté de la Grande Lavra, fondée par Athanase l'Athonite. Il y demeura en tant que chantre pendant trois ans, puis il opta à nouveau pour la vie solitaire. Il prit Grégoire le Sinaïte pour père spirituel et alla séjourner parmi les hésychastes de l’ermitage de Glossia. Vers 1325, il fut obligé de fuir, en raison d’incursions de pirates turcs. C’est alors à Thessalonique qu’il résida durant quelques mois en compagnie des disciples de Grégoire le Sinaïte, parmi lesquels se trouvaient deux futurs patriarches de Constantinople, Isidore (Boukharis) et Calliste. À Thessalonique, il fut ordonné prêtre en 1326. Ensuite, Grégoire partit, accompagné de dix moines, fonder un ermitage à Berrhée, où il suivit le style de vie adopté par les hésychastes, en consacrant cinq jours de la semaine à la prière pure dans la solitude et le samedi et le dimanche aux services liturgiques avec les autres moines de l’ermitage. Vers 1331, il dut une nouvelle fois fuir à cause d’incursions. Grégoire retourna à la Sainte Montagne, à l’ermitage de Saint-Sabbas. C’est là qu’il commença à écrire ses premiers ouvrages. Un peu plus tard, il accepta la charge d’higoumène ou de supérieur au Monastère d'Esphigmenou.

### La querelle dufilioque
Vers 1335, de retour à l'ermitage Saint-Sabbas, Grégoire Palamas écrivit, à l’occasion de pourparlers d’union des Églises, ses Traités apodictiques sur la procession du Saint-Esprit, un ouvrage sur la Trinité destiné à repousser toute tentative de compromis doctrinal avec les Latins sur le thème de la procession de l’Esprit. Ce faisant, Grégoire ne refusait pas vraiment l’union des Églises, il désirait surtout éviter une union doctrinale factice, dont l’enjeu véritable n’était pas théologique, mais politique. En effet, certains de ses contemporains étaient prêts à sacrifier la foi orthodoxe pour s’unir à l’Occident latin et bénéficier ainsi de son soutien militaire pour repousser l’invasion des Turcs.

### La controverse théologique avec Barlaam
À partir de 1336-1337, il entra en conflit avec les idées d’un moine et philosophe italien, nommé Barlaam le Calabrais. Ce dernier était professeur à l’université impériale et un spécialiste du Pseudo-Denys. Sa renommée était grande à Constantinople et beaucoup le consultaient en différents domaines du savoir. Palamas rédigea, entre 1336-1337 et 1341, quelques Lettres, les Triades pour la défense des saints hésychastes, et un Tome hagioritique, œuvres qui témoignent de la controverse avec Barlaam.
Le conflit portait sur la question de la connaissance de Dieu : peut-on connaître Dieu autrement que par une démonstration, autrement que par le seul raisonnement à partir de ce que Dieu a créé et qui conserve son empreinte ? Pour Barlaam, il n’existait pas de meilleure approche que celle-là pour connaître Dieu, qui en lui-même est absolument inconnaissable, comme le disait Denys. L’étude des Écritures était à ses yeux de moindre importance. Il se mit à critiquer violemment les pratiques des moines hésychastes, pratiques sur lesquelles il s’était renseigné et qui supposaient une autre forme de connaissance de Dieu, une connaissance plus intime et personnelle, par l’intervention d’une grâce incréée de l’Esprit. Pour Barlaam, ces pratiques témoignaient d’une ignorance de la part des hésychastes et il le fit savoir autour de lui non sans ironie. Les moines demandèrent alors à Palamas d’être leur porte-parole dans ce conflit où leur spiritualité était réduite à néant. Grégoire connaissait bien Barlaam, il entretenait une correspondance avec lui. Il mit au point, à partir d’une lecture attentive des Pères grecs, une distinction en Dieu entre son essence imparticipable et les énergies participables, distinction soulignant que Dieu est effectivement inconnaissable en lui-même, en son essence, comme le rappelle Barlaam, mais que l’homme n’est pas contraint pour autant à l’ignorance, parce que Dieu dans sa bonté se révèle à lui tel qu’il est, dans son énergie, où il est totalement présent et agissant. Barlaam n’accepta pas cette distinction. Il tenta de la réfuter avec toute l’intelligence dont il était capable. La question fut finalement débattue publiquement le 10 juin 1341, lors d’un concile présidé conjointement par l’empereur, Andronic III, et le patriarche de Constantinople, Jean XIV Kalékas. Le concile condamna Barlaam, lequel quitta Constantinople pour retourner en Italie. Cependant, le document conciliaire ne fut pas signé par l’empereur, en raison de son décès, survenu cinq jours après le concile.
L’opposition à la théologie de Palamas n’était pas terminée. Le relais fut pris par Grégoire Akindynos, qui fut peut-être le disciple de Palamas, en tout cas son ami et un médiateur dans les premiers temps de la controverse avec Barlaam. Pour sa part, il acceptait la spiritualité hésychaste tout en refusant radicalement la distinction en Dieu entre l’essence et les énergies. Le nouveau régent, Jean VI Cantacuzène, qui fut au service du défunt empereur Andronic III, réunit alors un deuxième concile traitant de la même question en août 1341. Akindynos y fut condamné à son tour. Le Tome synodal fut officiellement publié, mais le patriarche Jean Kalékas, qui contestait farouchement l’autorité politique de Jean Cantacuzène, accepta de signer le document tout en empêchant le nouveau régent, mais également le fils mineur de l’empereur, à savoir Jean V Paléologue, d’en faire autant. Ce document ne tranchait donc pas encore définitivement la question.

### Le conflit avec Grégoire Akindynos
Ce conflit à propos de la régence entraîna tout Constantinople dans une guerre civile de 1341 à 1347, qui opposa Jean Cantacuzène à un gouvernement nominalement présidé par Anne de Savoie, la veuve de l’empereur Andronic III. Durant cette période, le patriarche Jean Kalékas persécuta Palamas en raison de sa sympathie politique pour Jean Cantacuzène, et accorda son soutien à Grégoire Akindynos, lequel s’empressa de réfuter la théologie palamite dans ses Antirrhétiques. Palamas fut mis en prison pour ses positions politiques en 1342 et excommunié pour ses idées religieuses en 1344. En captivité, il écrivit différentes Lettres et ses Sept Antirrhétiques contre Akindynos. Grégoire Akindynos, quant à lui, fut, malgré sa condamnation en 1341 et l’opposition de l’impératrice Anne de Savoie et de la cour impériale, ordonné prêtre par le patriarche Jean Kalékas, dont l’ambition était de le nommer évêque, et ce, afin d’affermir son autorité face aux partisans palamites de Jean Cantacuzène.
Cette période de crise politico-religieuse se dénoua en 1347. En effet, le 2 février de cette année, l’impératrice, consciente du fait que le patriarche Jean Kalékas utilisait Grégoire Akindynos à des fins purement politiques, convoqua un concile réunissant les représentants des deux partis en conflit. Le patriarche Jean Kalékas y fut condamné et déposé, et le Tome synodal de 1341 y fut confirmé. En conséquence, Jean Cantacuzène devint co-empereur avec le jeune Jean V, et ce, jusqu’à la majorité de ce dernier, et les moines hésychastes reçurent à nouveau le soutien de l’Église. Un autre concile, présidé par Jean Cantacuzène et l’impératrice, condamna une nouvelle fois le patriarche déchu Jean Kalékas, excommunia Grégoire Akindynos et fit publier un autre Tome, qui confirmait celui de 1341. Ces deux Tomes furent encore une fois confirmés par un troisième concile tenu à Sainte-Sophie quelques semaines plus tard.

### Grégoire Palamas, Métropolite de Thessalonique
C’est Isidore Boukharis, un ami de Grégoire Palamas, qui devint patriarche de Constantinople. Grégoire fut alors consacré métropolite de Thessalonique en mai 1347. Il ne put toutefois pas se rendre dans sa ville épiscopale avant 1350, en raison de son occupation par des zélotes qui refusaient l’autorité impériale de Jean Cantacuzène. C’est probablement à cette époque qu’il rédigea ses 150 chapitres physiques, théologiques, éthiques et pratiques qui constituent, avec les Triades de défense des saints hésychastes, son œuvre majeure. À peine installé à Thessalonique, Grégoire fut à nouveau confronté à une controverse avec Nicéphore Grégoras, toujours sur les mêmes questions. 
Un nouveau concile, convoqué en juin 1351 par Cantacuzène et le patriarche Calliste Ier de Constantinople, qui succédait depuis peu au défunt Isidore, approuva une nouvelle fois la théologie de Grégoire Palamas et la distinction entre l’essence et les énergies divines. 
Un second concile fit de même quelques jours plus tard. Le Tome synodal publié le 15 août 1351 entérina ces décisions et excommunia désormais tous ceux qui n’acceptaient pas la doctrine défendue par Grégoire Palamas. 
Grégoire Palamas put alors se consacrer à sa tâche d’archevêque tout en restant disponible envers l’empereur pour des missions de médiation. En 1354, alors qu’il naviguait vers Constantinople en vue d’accomplir l’une de ces missions, il fut fait prisonnier par les Turcs et dut rester une année en Asie Mineure occupée. Il y eut l’occasion de visiter différentes communautés chrétiennes, mais aussi de mener divers débats avec des musulmans et des juifs convertis à l’islam.
Sa rançon ayant été payée aux Turcs, il revint en 1355 à Constantinople où il rencontra le légat du pape Innocent VI, Paul de Smyrne, qui, venu à l’occasion de pourparlers d’union des Églises, s’était montré particulièrement réticent à l’égard de la théologie palamite. Il y eut alors, en présence de l’empereur Jean V et du légat du pape, un nouveau débat public entre Grégoire Palamas et Nicéphore Grégoras. Au cours de ce débat, les autorités byzantines cherchèrent à montrer que la doctrine palamite, conforme à celle des Pères, ne constituait pas un obstacle à l’union des Églises. Après ce débat, Grégoire retourna à Thessalonique. Il s’y adonna surtout à la prédication, mais il rédigea également entre 1356 et 1358 ses Quatre traités contre Grégoras.
Atteint d’une maladie depuis 1352, Grégoire mourut le 14 novembre 1359 et fut, après une vénération populaire constante, canonisé en 1368. Le culte des reliques du saint de l’Église byzantine s’est perpétué jusqu'à aujourd'hui à Thessalonique. Et dans l’orthodoxie, une liturgie honore sa mémoire le deuxième dimanche de Carême.

## La théologie spirituelle
Une grande partie de l’œuvre de Grégoire Palamas reste encore inédite et donc uniquement accessible en sa langue originale, le grec.
Grégoire ne recherchait pas en tant qu’écrivain religieux la beauté du style, mais l’expression des vérités auxquelles il croyait fermement. Généralement, lorsqu’il aborde des idées religieuses pour les défendre, il le fait exhaustivement, il y revient à plusieurs reprises en différents endroits de son œuvre, en fonction des arguments contraires de ses adversaires et des sources bibliques et patristiques qui viennent confirmer ses opinions. Cette façon de faire enrichit considérablement son écriture, mais est déroutante pour le lecteur moderne, qui risque sans cesse de perdre le fil conducteur de la pensée de Palamas dans la profusion des raisonnements opposés et des références.
Selon Palamas lui-même, le point de départ de sa doctrine, ou plus exactement de l’approfondissement d’une doctrine qu’il a lui-même reçue, est le fait qu’il y a des personnes, comme Barlaam, qui, en raison de leur inexpérience de la grâce et de leur incrédulité à l’égard de ceux qui témoignent d’une telle expérience, les saints de la Bible, les Pères, ainsi que les hésychastes, rejettent le caractère incréé des énergies communiquées par l’Esprit Saint (Tome hagioritique). Autrement dit, si une personne comme Barlaam rejette la possibilité d’avoir une connaissance surnaturelle de Dieu grâce à la communication de son énergie incréée, c’est parce qu’il n’en a pas lui-même fait l’expérience et qu’il ne se fie pas davantage à ceux qui l’ont faite. Or, pour Palamas, cette expérience de la grâce est la meilleure preuve de l’existence de Dieu et des intuitions théologiques qu’il défend.

### La grâce est une expérience
Grégoire insiste sur cet aspect expérimental de la grâce. Sa théologie vise à défendre ceux qui vivent dès à présent des énergies divines, énergies que les paroles ne démontrent pas, mais qui restent néanmoins perceptibles dans les œuvres, celles du Christ, mais aussi celles des saints à sa suite (Tome hagioritique). Palamas nous explique que, malgré la nécessité de la polémique, il a du mal à écrire sur le thème de la déification de l’homme, précisément parce qu’il s’agit avant tout d’une expérience vécue et intime avec Dieu, d’une expérience qui dépasse donc tout ce que l’intelligence peut comprendre et faire comprendre à travers les seules paroles ou les seuls raisonnements.

### La participation de l'homme à la divinité
L'approche spirituelle de Palamas veut s'inscrire dans l’histoire de la révélation judéo-chrétienne. Dans le Tome hagioritique, il montre, en effet, que Dieu s'est révélé et se révèle encore d'une façon progressive à l’humanité. En effet, Palamas compare le cheminement de l’Ancien Testament vers le Nouveau Testament au cheminement actuel qui part du Nouveau Testament vers son accomplissement dans la vie future. Il dit en substance : de même qu’auparavant seuls les prophètes, et ceux qui les écoutaient, avaient vu dans l’Esprit les mystères de la loi de Moïse, la préexistence du Verbe et de l’Esprit de Dieu, avant qu’ils ne soient manifestés dans la révélation de la Trinité, tandis que les autres se bouchaient les oreilles ; de même, à présent, seuls les saints et ceux qui les écoutent voient dans l’Esprit les mystères de l’Évangile avant qu’ils ne deviennent pleinement évidents dans la vie future, tandis que certains chrétiens ne veulent pas en entendre parler. 
Mais quels sont ces mystères évangéliques vus par les saints et tous ceux qui les entourent ? Les mystères sont ceux dont parlent les Pères, comme le Pseudo-Denys, Maxime le Confesseur et le Pseudo-Macaire, des auteurs que Grégoire apprécie fortement et cite constamment. Ils nous expliquent que Dieu transcende, surpasse, est au-dessus du don déifiant qu’il fait à l’homme, de la divinité qu’il communique à ceux qui en sont dignes. Il dépasse ce don déifiant, parce qu’il en est l’origine, la source, la cause éternelle. Cette grâce déifiante est, tout comme Dieu, incréée et éternelle. Contrairement aux êtres vivants et au monde, aux créatures et à la création, cette grâce n’a pas de commencement dans le temps. Elle existe depuis toujours en Dieu. Par les Pères, nous apprenons que cette grâce déifiante est une lumière, celle qui rayonne autour de Dieu, des anges, mais également des saints. Elle se manifeste aux hommes qui en sont dignes, hommes qui se sont le plus souvent longuement préparés à la recevoir, mais ils la reçoivent sans que l’on puisse dire que cette prédisposition, aussi méritoire soit-elle, est en quelque sorte la cause de leur illumination. L’être humain ne dispose d’aucun moyen automatique pour obtenir et laisser transparaître en lui cette lumière émanant de Dieu. C’est pourquoi elle est toujours une grâce, une faveur que Dieu fait à l’homme, sans que ce dernier ne connaisse le moment de sa manifestation. Les Pères nous enseignent encore que cette lumière répand la joie en l’homme, une joie spirituelle, profonde, ineffable, qui est l’un des signes les plus manifestes de la présence de Dieu en l’homme. En outre, cette lumière constitue la beauté du siècle à venir, du Royaume de Dieu, de la vie éternelle. Nous rejoignons ici l’accomplissement des mystères de l’Évangile dont parlait Grégoire, à savoir la manifestation finale et plénière de la gloire incréée, de la lumière éternelle. C’est là le signe de la présence de Dieu en tous les êtres auxquels il a donné la vie. C’est la transfiguration de toute la création. Le saint dans cette perspective eschatologique est celui qui dans l’Esprit appréhende déjà, ici et maintenant, mais pas encore complètement, cette réalité future. Et tous ceux qui se mettent à son écoute et suivent ses conseils en sont également les bénéficiaires (Tome hagioritique).

#### Dieu inaccessible en son essence mais manifesté
Nous avons ici les bases de cette distinction en Dieu qui posa tant de problèmes à Grégoire ou plutôt à ses contradicteurs : Dieu s’est révélé comme Trinité, Père, Fils et Esprit, mais aussi, et c’est paradoxal, comme un Dieu inaccessible en lui-même et pourtant partout et toujours accessible dans le don qu’il nous fait de lui-même, de sa propre vie. Ce paradoxe est le fondement de la théologie de Palamas, la distinction en Dieu entre son essence (οὐσία, ousia) imparticipable et son énergie (ἐνέργεια, enérgeia) participable, entre ce que Dieu est en lui-même, dès l’origine, sans les êtres créés par lui, et ce que Dieu est pour la création et les créatures, pour l’univers et les êtres vivants, les hommes en particulier, avec lesquels il veut depuis toujours entrer en relation.
Il faut s’arrêter quelques instants sur cette théologie. Pour Palamas, il y a en réalité une triple distinction en Dieu : la Trinité, l’essence et les énergies , mais ces distinctions n’affectent en rien son unité, car il n’y a qu’un seul Dieu trinitaire, vivant et agissant en son essence comme dans son énergie. Cette triple distinction s’explique par le fait que l’essence de Dieu ne s’identifie ni aux trois hypostases ou personnes divines, Père, Fils et Esprit, qui la partagent tout en gardant une primauté existentielle par rapport à elle, ni à l’énergie, parce qu’elle en est la cause transcendante. L’essence de Dieu, en tant que cause transcendante de l’énergie, possède, résume et unifie en elle-même une multitude d’énergies, elle est capable de se multiplier sans se diviser en autant de réalités participables qu’il y a de participants, que ce soit pour créer le monde dans toute sa diversité ou pour déifier les hommes prédisposés à la réception de la grâce. L’énergie incréée, comme activité de Dieu en dehors de lui-même, est absolument inséparable de l’essence, elle en procède et n’a pas d’existence autonome par rapport à elle. Puisque Dieu est indivisible, il est totalement présent dans chacune de ses énergies. Le moindre atome d’énergie nous donne donc accès à la totalité de Dieu et nous permet de le connaître et de le nommer. Comme l’essence divine, dont elle provient et qu’elle nous manifeste, l’énergie est omniprésente, il n’y a pas par conséquent un seul endroit dans tout l’univers où l’on ne puisse la trouver et par elle Dieu lui-même. Enfin, cette énergie ne sera pleinement visible qu’à la fin des temps, comme rayonnement de Dieu en toutes choses. L’énergie divine, c’est au fond la communication que Dieu fait de lui-même, afin que d’autres êtres, les êtres créés, les êtres humains en particulier, puissent exister et bénéficier de sa vie en abondance. En ce sens, l’énergie incréée est un effet éternel de la bonté de Dieu à notre égard.

### La synergie entre la volonté de Dieu et de l'homme dans le salut
Ce développement appelle une question, celle de savoir comment, selon les mots de Palamas, être dignes d’une telle grâce. Ou formulée autrement : quels sont les moyens qui peuvent nous prédisposer à la réception consciente de l’énergie déifiante ? Il existe différents moyens qui vont ensemble et qui sont constitutifs de la vie chrétienne. Mais avant de les énumérer, il faut insister sur le fait que ce ne sont jamais que des moyens mis en œuvre par l’activité humaine. Or, l’homme, par lui-même, est incapable de se déifier. Il a besoin de l’activité de Dieu, de son intervention répétée dans l’histoire comme en témoigne l’Écriture, de l’incarnation du Fils et de la communication de l’énergie de l’Esprit. En sens contraire, l’activité salutaire de Dieu ne suffit pas non plus, car l’homme a été créé libre et Dieu se refuse à le contraindre même au salut, c’est tout à fait librement qu’il doit y consentir. Mais, si ni l’activité humaine ni l’activité divine ne suffisent au salut, comment sortir de l'impasse ? Par une activité commune de l’homme et de Dieu : il faut que l’homme veuille être sauvé et que Dieu veuille le sauver, il faut en l’homme une synergie de son activité et de celle de Dieu par le biais du don permanent de la grâce, de l’énergie, de l’Esprit répandu en lui. C’est uniquement par cette collaboration humaine et divine que les différents moyens deviennent salutaires pour l’homme.

#### L'altération de l'image de Dieu en l'homme
Parmi ces moyens, il y a d’abord et avant tout les mystères ou sacrements de l’Église, principalement le baptême et l’eucharistie. Selon Grégoire, notre salut tout entier en dépend. Pour comprendre cette affirmation, il faut faire un détour par la doctrine de la corruption de la nature humaine par le péché et de sa rénovation par l’incarnation du Verbe de Dieu. Cette doctrine repose sur le récit de la Genèse et sur l’œuvre du Christ d’après le Nouveau Testament. Le péché d’Adam, comme figure biblique et originelle de l’être humain, est la première manifestation de la désobéissance à Dieu. Il est pour Palamas la cause d’une corruption de l’humanité, dans les deux sens du terme : psychique et physique. Par son irruption, le péché occasionne une mort de l’âme avant même celle du corps, un désordre psychique et une déchéance du corps. En effet, Palamas envisage le péché comme une altération de l’image de Dieu en l’homme, altération par laquelle l’homme devient incapable d’être à la ressemblance de son Créateur, de participer à la vie même de Dieu (Chapitres 39). Or, cette altération de l’image divine en l’homme est en réalité une dénaturation de son intelligence (νοῦς, noûs), comprise comme étant la faculté spirituelle la plus haute de l’âme, faculté qui permet à l’homme de connaître, de faire librement des choix et d’orienter toute sa vie en conséquence. Cette dénaturation a pour effet de priver l’homme d’une faculté qui était la sienne à l’origine, celle de voir Dieu et donc de s’unir à lui. Si par le péché l’homme perd cette ressemblance, la vie divine, et cette capacité visuelle de l’intelligence qui l’unissait à Dieu, il n’est pas pour autant abandonné à son sort. Il y a bien sûr toutes les interventions divines dans l’histoire biblique, mais il y a aussi et surtout la venue annoncée de Jésus-Christ. Pour Palamas, c’est précisément pour offrir la possibilité à l’homme de retrouver son étatoriginel et plus encore par la déification, que le Verbe de Dieu s’est fait chair. En effet, par l’union hypostatique ou personnelle du Fils de Dieu à la nature humaine, celle-ci participe de nouveau et totalement à la vie divine. En s’incarnant, en devenant un homme à part entière, le Fils a pu unir notre humanité déchue à sa Personne divine et la restaurer en lui-même par la communication de sa propre divinité : ce qui est préfiguré dans la Transfiguration et accompli dans la Résurrection. Nous retrouvons en la Personne même du Christ cette collaboration humaine et divine pour le salut. Selon l’image de saint Paul, le Christ est le nouvel Adam, c’est-à-dire le nouvel homme, celui qui transmet non plus le péché et la mort, mais la vie même de Dieu, parce qu’il est Dieu lui-même. Comment fait-il cela ? Précisément par les mystères ou sacrements de l'Église, principalement le baptême et l’eucharistie, qui permettent une incorporation et une communion réelle au Corps déifié et déifiant du Christ, Corps qui contient la plénitude de la divinité et qui, selon Palamas, est la source de la lumière incréée, qui jaillit dans le cœur du croyant et illumine à nouveau son intelligence, ouvre à nouveau les yeux de l’âme pour contempler Dieu, si l’homme a foi en lui. Par les mystères ou sacrements, l’énergie de l’Esprit opère en nous, si nous le croyons et le voulons, ce que le Fils a accompli une fois pour toutes en lui-même, en sa propre chair pour nous. Dans cette perspective, l’Église, Corps du Christ, n’est donc rien de moins qu’une communauté d’hommes animée par la foi en Jésus-Christ et en voie de déification par la grâce ou l’énergie de l’Esprit.

#### Le rétablissement de la maîtrise de l'intelligence sur les passions
Les mystères ou sacrements ne sont pas les seuls moyens de déification, même s’ils demeurent fondamentaux et incontournables pour le chrétien. La doctrine de la corruption de l’image divine en l’homme, l’intelligence, et de la possibilité offerte à l’homme de retrouver la ressemblance à Dieu par la grâce débouche également sur une perspective éthique. Le péché est perçu par Palamas comme un bouleversement du fonctionnement originel et naturel des puissances de l’âme, bouleversement par lequel ce n’est plus la partie raisonnable de l’âme (les facultés de connaissance, de jugement et de raisonnement) qui gouverne la partie passionnée (le désir et l’emportement), mais l’inverse. De cette façon, l’homme se détourne du bien, Dieu lui-même, et se laisse conduire par ses passions, comme la cupidité, l’ambition et la vanité, etc. Pour remédier à ce désordre psychique et corporel, le moine hésychaste recherche l’impassibilité (ἀπάθεια, apathéia), qui ne signifie nullement ici l’insensibilité (ou selon l'étymologie le fait de ne plus souffrir et donc ressentir), ou encore une mise à mort de la partie passionnée de l’âme, qui en soi est bonne, mais le rétablissement des forces psychiques dans leurs fonctions premières, celles d’avant la chute occasionnée par le péché dans l’âme. Ce retournement s’opère sous la direction de l’intelligence en synergie avec la grâce et permet à l’homme d’embrasser les vertus et les passions bienheureuses, d’acquérir de nouvelles et meilleures dispositions. Ce retournement offre la possibilité à l’homme d’accomplir progressivement les commandements évangéliques dans l’amour du prochain et de Dieu. Lorsque l’homme parvient à cet amour, il parvient selon Grégoire à un état proprement divin. 
Palamas dira dans ce contexte : « Par cette autorité (celle de l'intelligence en synergie avec la grâce), nous fixons sa loi à chaque puissance de l'âme et à chaque membre du corps ce qui lui convient : aux sens nous fixons l'objet et la limite de leur exercice ; cette œuvre de la loi s'appelle « tempérance » ; à la partie passionnée de l'âme, nous procurons la meilleure manière d'être qui porte nom « amour » ; et nous améliorons aussi la partie raisonnable (de l'âme) en rejetant tout ce qui empêche l'intellect de s'élever vers Dieu : cette partie de la loi, nous la nommons « sobriété » (νῆψις, nêpsis). Celui qui a purifié son corps par la tempérance, celui qui, par l'amour divin, a fait de ses volontés et de ses désirs une occasion de vertu, celui qui présente à Dieu un esprit purifié par la prière, acquiert et voit en lui-même la grâce promise à ceux qui ont le cœur purifié. »

#### L'oraison hésychaste: faire l'expérience de Dieu
Si la grâce reçue par les mystères ou sacrements de l’Église ouvre la vie chrétienne sur une perspective éthique qui culmine dans la capacité d’aimer comme Dieu aime, elle offre encore une autre possibilité en cette vie, celle de « voir » Dieu. Il ne saurait s'agir d'une connaissance extérieure. Il n’est pas question ici, par exemple, de la contemplation naturelle, par laquelle l’intelligence humaine parvient à déceler la marque de Dieu dans ce monde, c'est-à-dire à appréhender la raison des êtres créés par Dieu, la trace intelligible laissée par Dieu en chaque chose et qui permet de le reconnaître comme créateur de l’univers. Cette contemplation naturelle est certes une forme de connaissance de Dieu qui n'est pas sans valeur, mais ce n’est pas là encore une connaissance véritable de Dieu. Il en va de même de tout ce que l’on peut apprendre sur Dieu par les Écritures, les dogmes ou les confessions de foi. Toutes ces connaissances sont bonnes, mais elles restent extérieures à Celui dont elles parlent. La théologie, au sens étymologique de discours sur Dieu, n’est pas encore la vision de Dieu. Dire quelque chose sur Dieu, ce n’est pas encore faire l’expérience intime et personnelle de Dieu, expérience à laquelle l’homme peut se prédisposer par la prière pure ou méthode d’oraison hésychaste.
Le mot grec hesychia (ἡσυχία), qui est à l’origine du terme hésychasme (ἡσυχασμός), signifie « tranquillité, calme, repos », et qualifie tout à la fois un état de vie du moine hésychaste, la réclusion dans la solitude d’une cellule, et un état correspondant de l’âme, le silence obtenu lorsque l’activité des sens, de l’imagination et de l’intelligence s’apaise pour faire place à l’activité de l’Esprit Saint.

##### Description de la méthode
La méthode d’oraison hésychaste suppose pour sa mise en pratique un lieu tranquille, solitaire, à l’écart de toute agitation, la position assise et les yeux fermés. Mais on peut aussi garder les yeux ouverts et fixer son regard sur la poitrine ou sur le nombril comme sur un point d’appui. Elle implique encore et surtout un état de vigilance ou de sobriété (νῆψις, nêpsis) et un apprentissage à la maîtrise du souffle. Il est à noter, dans cette perspective, qu'il y a une étroite correspondance entre le souffle et l'Esprit, comme le signifie déjà la Bible et l'usage d'un même mot grec pour désigner chacune des deux réalités (πνεῦμα, pneûma). Il s’agit en fait de recueillir et d’apaiser l’intelligence (et de se libérer des pensées mauvaises) au rythme de l’inspiration et de l’expiration. 
Dans un premier temps, l’intelligence doit suivre le mouvement de l’inspiration qui descend jusqu’au cœur et y être retenue en même temps que le souffle. Si l’on a les yeux ouverts, la fixation du regard sur la poitrine est une aide supplémentaire pour faire descendre l’intelligence dans le cœur. Quant à la fixation du regard sur le nombril, elle vise plutôt la lutte contre les mauvaises passions de l’âme, le ventre étant, avant de parvenir à la maîtrise de soi et selon cette anthropologie, le lieu d'une manifestation d'un désordre psychique et corporel (c'est un effet de la loi du péché selon Palamas). Dans un second moment, l’expiration permet un certain relâchement de l’attention jusqu’à la reprise du souffle.  
Cet exercice respiratoire s’accompagne d’une invocation, de la récitation mentale et continue d’une formule, telle que « Seigneur Jésus-Christ, Fils de Dieu, aie pitié de moi, pécheur » ou sous une forme brève « Seigneur, aie pitié ». Il faut un certain temps pour que cette invocation devienne tout à fait spontanée. 
Cette méthode d'oraison (raillée par Barlaam, le premier adversaire de Palamas) n'est pas propre à Grégoire Palamas, mais à toute une tradition spirituelle, celle précisément de l'hésychasme, et on en retrouve quelques éléments dans d'autres traditions spirituelles de l'humanité et même en psychothérapie. La particularité ici est que l'hésychaste s'adresse directement et personnellement au Christ. C'est ce qui, dans la foi, importe le plus à ses yeux, beaucoup plus que la méthode elle-même (qui est un moyen humain, dont l'efficacité dépend dans ce contexte de la grâce divine).

##### Le but de cette oraison
Quel est le but de cette méthode assez simple dans sa description ? Il s’agit pour le moine hésychaste de purifier l’intelligence, de lui faire trouver le repos, l’hésychie, en la détournant de toutes sensations, images ou conceptions mentales, ce qui la prédispose à la participation aux énergies divines. Pourquoi faire descendre l’intelligence dans le cœur en suivant le mouvement du souffle inspiré ? Parce que le cœur, déjà dans la Bible, est le siège, le lieu propre, de l’intelligence, le lieu où la grâce du Christ se manifeste et où elle peut à son contact se surpasser elle-même dans l’extase, l’union à Dieu. Pourquoi enfin invoquer continuellement Jésus-Christ en le suppliant d’avoir pitié ? D’une certaine façon, c’est toute l’histoire judéo-chrétienne de la rédemption qui se trouve récapitulée dans cette formule dont se souvient continuellement l’hésychaste en présence du Christ. Son intelligence acquiert dans un effort soutenu une prise de conscience ininterrompue à la fois de l’imperfection de sa nature et de la miséricorde divine, de la promesse de la grâce communiquée par le Fils dans l’Esprit. Tout ce qui vient le détourner de cette réalité salvifique est écarté par le souvenir de cette réalité qui sans cesse revient à la conscience jusqu’à ce que l’énergie de l’Esprit fasse une irruption soudaine dans le cœur et accomplisse effectivement ce qu’il avait en mémoire. Il s’agit là d’une démarche de foi, où l’intelligence, convaincue de sa faiblesse se rassemble et se tourne vers le Christ, en attendant de lui le salut comme accomplissement d’une promesse faite à l’humanité. Ce faisant, l’intelligence ne le contraint pas à agir, mais se détourne consciemment de tout ce qui pourrait l’empêcher d’agir. Libre alors à l’Esprit d’intervenir dans ce cœur purifié, préparé à sa venue, c’est-à-dire digne de lui.
Lorsque Dieu répond à cet appel, lorsque l’énergie divine apparaît dans le cœur, l’intelligence purifiée devient à son contact spirituelle et lumineuse, les facultés créées se transforment et la grâce est transmise de l’âme au corps, qui lui aussi participe au salut. Les hommes déifiés parviennent alors à voir avec les sens et l’intelligence ce qui les dépasse. Il se produit paradoxalement une sensation dépassant les sens et une intellection dépassant l’intellection. C’est pour le saint la vision ou contemplation de Dieu. L’intelligence retrouve cette capacité originelle de voir son Créateur. 

##### Le corps comme demeure de l'Esprit
Il y a, dans cette méthode d'oraison, par son attention portée au corps, une rupture radicale avec la philosophie grecque (platonisme et néoplatonisme), lorsqu'elle enseigne que l'intelligence devrait s'évader du corps (en suivant le mouvement d'une sortie ou extase), corps qui est perçu dans cette perspective comme une entrave et même une prison. Pour Palamas, il s'agit d'une conception erronée, dans la mesure où le corps est bon en soi (car créé par Dieu) et le lieu même du salut. Comme le dit saint Paul, le corps est "le temple de l'Esprit Saint" (1 Co 6, 19). Il insiste sur le fait, par exemple dans son traité Sur les saints hésychastes, que l'on ne doit aucunement chercher à faire sortir l'intelligence en dehors du corps, même s'il est vrai que l'intelligence est par nature incorporelle, mais bien au contraire s'efforcer avec vigilance de l'y maintenir (c'est le mouvement même de l'incarnation) et ce en vue de se libérer de l'esclavage de la loi du péché, dont parle également saint Paul (Rm 7, 25), de s'unir au Christ dans le cœur et par lui d'être déifié tout entier, c'est-à-dire âme et corps.

##### L'union de l'homme à Dieu
S'agissant de la vision de Dieu ou de la contemplation de Dieu, le don déifiant accordé par l’Esprit constitue pour le voyant à la fois l’organe et l’objet de sa vision lumineuse. Il est ce qui permet de voir et ce qui est vu, la lumière incréée de Dieu. Palamas dira que le voyant contemple ce qui est semblable à son mode de contemplation, qu’il connaît Dieu en Dieu ou, en sens inverse, que c’est Dieu lui-même qui se contemple à travers l’âme et le corps transformés. Ce qu’il veut dire à chaque fois, c’est que seule la lumière, l’énergie ou la grâce, parce qu’elle vient de Dieu et qu’elle est Dieu lui-même, peut nous faire connaître Dieu. Cette vision de la lumière par la lumière réalise l’union de l’homme à Dieu et lui permet de retrouver la ressemblance qui existait entre eux à l’origine. La progression dans cette contemplation de Dieu est infinie, même dans la vie future, non seulement parce que le désir de l’homme est sans limites à son égard, mais aussi parce que Dieu qui se laisse contempler est lui-même infini. C’est une façon d’expliquer que l’homme est mis en présence d’une plénitude. Tout ce que l’homme recherche de meilleur en cette vie ou est à jamais capable de désirer dans l’autre vie s’y trouve en abondance.
Il faut savoir toutefois que, pour Palamas, si l’énergie de l’Esprit est effectivement une plénitude qui nous est offerte dès à présent, personne en dehors du Christ n’est en mesure de la contenir totalement. La participation à cette énergie omniprésente par une intelligence purifiée, semblable à un combustible pour le feu divin, est toujours partielle et variée. Cette énergie de l’Esprit se manifeste indivisiblement en autant d’éclats qu’il y a d’hommes dignes de la recevoir et se laisse participer en fonction de la capacité réceptive de chacun d’entre eux. La même et unique énergie de l’Esprit est communiquée à des hommes différents, qui ne sont pas en mesure d’en bénéficier entièrement, mais bien en fonction à la fois de leur personnalité et de leur activité propres. Ce qui signifie que l’énergie divine ne supprime pas ce qui fait la singularité d’un homme, lorsqu’elle le déifie, elle s’y adapte sous la forme notamment des charismes de l’Esprit dont parle saint Paul (1 Co 12, 4-11).

##### Dieu vient tout entier habiter dans l'homme tout entier
Si l’homme ne peut participer à la totalité de l’énergie de l’Esprit, il n’en reste pas moins vrai qu’il s’agit d’un don par lequel Dieu tout entier vient demeurer en l’homme tout entier. Comment comprendre cette inhabitation de Dieu en l’homme ? Pour l’expliquer, Palamas se sert d’un terme emprunté à la christologie. Ce terme est l’enhypostasie (ένυποστασία), qui désigne le fait d’inclure dans l’hypostase, d’intégrer en sa personne même. En s’incarnant, le Verbe de Dieu a assumé la nature humaine en sa Personne divine, il l’a enhypostasiée. En sens inverse et grâce à cette incarnation de Dieu, la personne humaine peut assumer non pas la nature de Dieu qui est imparticipable, mais son énergie. La déification est une enhypostasie de l’énergie de l’Esprit, énergie qui est envoyée dans l’hypostase de l’homme pour y être contemplée en permanence. Par ce don déifiant permanent, la sagesse et la vie éternelle sont en l’homme sans être séparées de Dieu. Le saint acquiert par grâce un nouveau mode d’existence, par lequel sa personne est désormais composée d’un nouvel élément permanent qui vient s’ajouter à l’âme et au corps et qui est l’énergie incréée de l’Esprit. Si bien qu’on peut dire de lui, en raison de la présence de l’Esprit, qu’il est incréé par la grâce, qu’il est sans commencement ni fin. L’intégration de ce nouvel élément, devenu constitutif de la personne humaine dans la déification, n’a pas pour effet la suppression de notre humanité. En devenant Dieu, nous ne cessons pas d’être homme, psychique et corporel. Au contraire, pour Palamas, en devenant Dieu, nous devenons pleinement homme. Par la grâce divine, notre nature humaine est menée progressivement à sa perfection : l’âme peut dès à présent voir Dieu, être animée par sa sagesse et sa bonté, et le corps reçoit le gage de son incorruptibilité future, un avant-goût de la Résurrection.
Au terme de ce parcours, le saint hésychaste acquiert donc un nouveau mode de vie caractérisé par la présence permanente de l’énergie de l’Esprit en lui. Cette expérience est pour lui une initiation aux mystères évangéliques. Mais cette initiation n’est pas donnée pour lui seul. Le saint hésychaste sera respecté, il recevra la confiance et l’affection d’autres hommes, tous ceux qui viendront à lui pour être initiés à leur tour à ces mystères, jusqu’à ce que l’expérience de ces mystères eux-mêmes constitue pour eux l’initiation (Tome hagioritique). La paternité spirituelle, par laquelle un saint est capable de transmettre ce qu’il a lui-même reçu, y compris la grâce (Chapitres 121), à d’autres hommes qui suivent ses conseils et son enseignement, est primordiale dans ce contexte. C’est par elle que Palamas fut, dans cette chaîne de transmission spirituelle, le fils spirituel des maîtres de l’hésychasme byzantin, comme celui avant eux des Pères et de tous les saints de la littérature biblique.

## Écrits

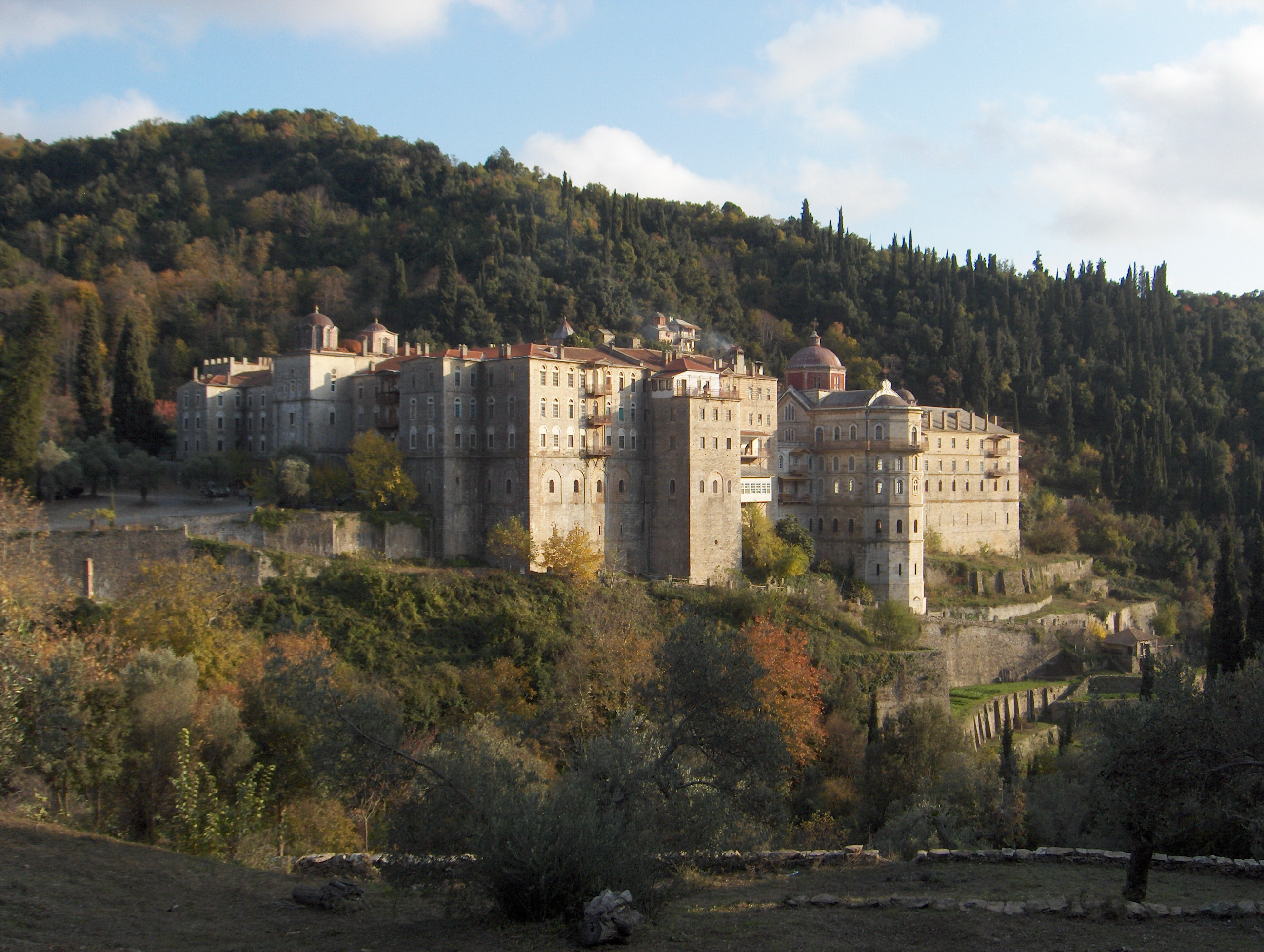
Monastère de Zographou sur le mont Athos.

Grégoire Palamas, hiéromoine, ermite au Mont Athos, fut un authentique spirituel et un théologien influent.
Commentaire selon Lc 18, 9-14
Il pense ne pas avoir besoin de Dieu

« La vertu peut relever et rétablir ceux qui sont tombés dans l'abîme des maux, et les conduire facilement à Dieu par le repentir et l'humilité. La parabole nous le fait comprendre suffisamment. Le publicain, bien qu'il soit publicain et passe sa vie dans ce que j'appellerai l'abîme du péché, s'unit par une simple prière à ceux qui mènent une vie conforme à la vertu. Grâce à cette courte prière il se sent léger, il s'élève, il triomphe de tout mal, il est agrégé au chœur des justes et justifié par le Juge impartial. Le pharisien, lui, est condamné sur ce qu'il dit, bien qu'il soit pharisien et se considère comme quelqu'un d'important. Car il n'est pas vraiment juste, et de sa bouche sortent beaucoup de paroles d'orgueil qui, toutes, provoquent la colère de Dieu.
Pourquoi l'humilité élève-t-elle l'homme à la hauteur de la sainteté, tandis que la présomption le précipite dans le gouffre du péché ? Voici. Celui qui se prend pour quelqu'un d'important devant Dieu est à juste titre abandonné par Dieu, puisqu'il pense ne pas avoir besoin de son secours. L'autre reconnaît son néant et, de ce fait, se tourne vers la miséricorde divine. Il trouve à juste raison la compassion, l'assistance et la grâce de Dieu.
Car l'humilité est semblable à une nuée : elle prend corps dans le repentir, elle fait jaillir des yeux un torrent de larmes, elle rend dignes les indignes, elle conduit et unit à Dieu ceux qui, en raison de leur volonté droite, sont justifiés par la grâce. »

— Grégoire Palamas. Homélie 2, trad. dir. par H. Delhougne, Les Pères de l’Église commentent l’Évangile, Turnhout, Brepols, 1991, n° 200.

## Quelques citations
Sur l’essence imparticipable et l’énergie participiale
	« Dès lors qu’il y a trois caractères de Dieu, l’essence, l’énergie, les hypostases divines de la Trinité, ceux qui ont été rendus dignes d’être unis à Dieu jusqu’à être avec lui un seul Esprit, comme l’a dit le grand Paul : « Celui qui s’attache au Seigneur est avec lui un seul Esprit » (1 Cor. 6, 17), car il a été montré plus haut que ceux qui en sont dignes ne s’unissent pas à Dieu dans son essence, et tous les théologiens, attestent que Dieu n’est pas participable dans son essence. L’union selon l’hypostase se trouve être le fait du seul Verbe, le Dieu-Homme. Ceux qui ont été rendus dignes de s’unir à Dieu s’unissent donc par l’énergie. Et l’Esprit suivant lequel celui qui s’attache à Dieu est un avec Dieu, est et est appelé énergie incréée de l’Esprit, mais non essence de Dieu, même si cela déplaît à ceux qui pensent le contraire. Car Dieu l’a prédit par le Prophète : ce n’est pas mon Esprit, mais « de mon Esprit, que je répandrai sur ceux qui croient » (Jl 3, 1) (trad. J. Touraille, Chapitre 75).
Sur l'Incarnation, la communion eucharistique et l'illumination du cœur
« Puisque le Fils de Dieu, dans son incomparable amour pour les hommes, ne s’est pas borné à unir son Hypostase divine à notre nature, en endossant un corps animé et une âme douée d’intelligence, pour apparaître sur terre et vivre avec les hommes, mais puisqu’il s’unit, ô miracle d’une incomparable surabondance, aux hypostases humaines elles-mêmes, en se confondant lui-même avec chacun des fidèles par la communion à son saint Corps, puisqu’il devient un seul corps avec nous et fait de nous un temple de la Divinité tout entière, car dans le Corps même du Christ habite corporellement toute la plénitude de la Divinité, comment n’illuminerait-il pas ceux qui communient dignement au rayon divin de son Corps qui est en nous, en éclairant leur âme comme il illumina les corps mêmes des disciples sur le Thabor ? Car alors ce corps, source de la lumière de la grâce, n’était pas encore uni à nos corps : il illuminait du dehors ceux qui en approchaient dignement et envoyaient l’illumination à l’âme par l’intermédiaire des yeux sensibles ; mais aujourd’hui, puisqu’il est confondu avec nous et existe en nous, il illumine l’âme justement de l’intérieur » (trad. J. Meyendorff, Triades, 1, 3, 38). 
Sur la vision de la lumière incréée et l'union à Dieu
« La contemplation de cette lumière est une union, bien qu’elle ne dure pas chez les imparfaits.
Mais l’union avec la lumière est-elle autre chose qu’une vision ? Et puisqu’elle s’accomplit avec
l’arrêt de l’activité intellectuelle, comment s’accomplirait-elle, sinon par l’Esprit ? Car c’est dans
la lumière qu’apparaît la lumière et c’est dans une lumière semblable que se trouve la faculté
visuelle ; puisque cette faculté n’a d’autre moyen d’agir, ayant quitté tous les autres êtres, c’est
qu’elle devient elle-même tout entière lumière et s’assimile à ce qu’elle voit ; elle s’y unit sans
mélange, étant lumière. Si elle se regarde elle-même, elle voit la lumière ; si elle regarde l’objet
de sa vision, c’est aussi de la lumière ; et si elle regarde le moyen qu’elle emploie pour voir, c’est
là encore de la lumière ; c’est cela l’union : que tout cela soit un, de sorte que celui qui voit n’en
puisse distinguer ni le moyen, ni le but, ni l’essence, mais qu’il ait seulement conscience d’être
lumière et de voir une lumière distincte de toute créature » (trad. J. Meyendorff, Triades, 2, 3, 36).
Sur la vision de Dieu comme preuve réelle de son existence et finalité de la prière pure
« Cette contemplation dépassant les activités intellectuelles est le seul moyen, le moyen le plus clair, le moyen par excellence pour montrer l’existence réelle de Dieu et le fait qu’il transcende les êtres. Comment, en effet, l’essence de Dieu n’existerait-elle pas, puisque la gloire de cette nature divine se fait voir aux hommes qui ont surpassé par la prière pure tout ce qui, dans la lumière même, est sensible et intelligible ? » (trad. J. Meyendorff, Triades, 2, 3, 38).

## Œuvres
(Liste non exhaustive)
- Grégoire Palamas, Défense des saints hésychastes, introduction, texte critique, traduction et notes par J. Meyendorff, coll. “Spicilegium sacrum Lovaniense : études et documents”, volumes 30-31, Louvain, 1973 (sans doute l'œuvre la plus importante).
- Grégoire Palamas, De la déification de l'être humain, traduit par M.-J. Monsaingeon et J. Paramelle, coll. "Sophia", L'Âge d'Homme-Lausanne, 1990, p. 13-41 (contenu : De la divine et déifiante participation ou de la divine et surnaturelle simplicité).
- Grégoire Palamas (trad. du grec ancien par Yvan Koenig), Les Cent cinquante chapitres, Cerf, 2018, 198 p.
- Grégoire Palamas, Traités démonstratifs sur la procession du Saint-Esprit, introduction par Jean-Claude Larchet, traduction et notes par Yvan Koenig, coll. "Cerf-Patrimoines", Les Éditions du Cerf, Paris, 2017.
- Joie de la Transfiguration d'après les Pères d'Orient, coll. "Spiritualité Orientale" 39, Abbaye de BelleFontaine, 1985, p. 237-256 (contenu : Deux homélies sur la Transfiguration du Seigneur).
- Philocalie des Pères neptiques. À l'école mystique de la prière intérieure, tome B, volume 3 : De Grégoire Palamas à Calliste et Ignace Xanthopouloi, notices et traduction par Jacques Touraille, Abbaye de Bellefontaine, 2005, p. 435-541 (contenu : Lettre à la moniale Xénée, Décalogue, Sur les saints hésychastes, Sur la prière et la pureté du cœur, 150 chapitres physiques, théologiques, éthiques et pratiques, Tome hagioritique sur les saints hésychastes).
- Saint Grégoire Palamas (trad. du grec ancien par Jérôme Cler), Homélies : Le cycle des douze fêtes majeures, Bagnolet, Lis & Parle, coll. « Patrimoine orthodoxe », 2021, 432 p. (ISBN 978-2915387124)Dans ses homélies sur les douze fêtes majeures, vingt-quatre en tout, Grégoire Palamas se révèle non seulement un grand spirituel, mais aussi un pasteur et un enseignant attentif à sa communauté. Sans doute parmi les plus beaux du monde byzantin, ces sermons sont un véritable bijou de spiritualité, de pastorale, d'exégèse patristique et de poésie lyrique.